# Всемирци
Всемирци е село в Южна България. То се намира в община Велинград, област Пазарджик.

## География
Село Всемирци се намира в планински район. Старото му име е Джианови. Преименувано е на 14 август 1934 г. До 1926 г. е броено към с. Лъджене. Признато е за село на 26 декември 1978 г., като към него е присъединено Далови.

## История
След Руско-турската война и Съединението на България населението на Бабешките колиби намалява. През 1887 година Христо Попконстантинов обнародва статистика за броя на домакинствата в Набешките колиби, в която съставната на Всемирци махала Долови колиби е посочена като селище с 6 помашки семейства.

## Други
Религия. Хората са мюсюлмани по вероизповедание. Те са етнически българи, които изповядват исляма – българомохамедани (помаци). Техният майчин език е български, а голяма част от песните и обичаите са типични за българския фолклор.